# Nesovice
Nesovice település Csehországban, Vyškovi járásban. Nesovice Brankovice, Dobročkovice, Snovídky, Nemotice, Nevojice, Milonice és Uhřice településekkel határos. Lakosainak száma 1114 fő (2024. január 1.).

## Népesség
A település lakosságának változását az alábbi diagram mutatja:
| Lakosok száma | 936  | 990  | 1296 | 1372 | 1248 | 1124 | 1077 | 1083 | 1083 | 1114 |
|               | 1869 | 1890 | 1921 | 1950 | 1980 | 2001 | 2017 | 2019 | 2022 | 2024 |